# Домбровский, Олег Иванович
Олег Иванович Домбровский (25 октября [7 ноября] 1914, Феодосийский уезд, Таврическая губерния — 15 октября 1994, Севастополь) — советский исследователь, археолог, художник,  реставратор, спелеолог, вся научная деятельность которого связана с Крымом. Лауреат Государственной премии Автономной Республики Крым (посмертно, 1997).

## Биография
Олег Иванович Домбровский родился 7 ноября (25 октября) 1914 года в Феодосии (вернее, по дороге из Феодосии в Старый Крым). В 1921 году семья в поисках работы переезжает в село Новоромановка на окраине Симферополя, где отец работал бухгалтером, мать — машинисткой. После окончания школы, с 1929 по 1934 год, Олег Иванович работал строителем, посещая домашний кружок рисования художника-баталиста Н. С. Самокиша, по рекомендации которого в 1934 году поступил на подготовительное отделение Института живописи, скульптуры и архитектуры им. И. Е. Репина. В 1938 году Домбровский был зачислен студентом факультета живописи, параллельно обучаясь на архитектурном и искусствоведческом.
С 5 июля 1941 года на фронте: сначала на Ленинградском, затем на Карельском. Служил в 163-м стрелковом полку 8-й запасной стрелковой дивизии, позднее в 65-й морской стрелковой бригаде. Уже в августе 1941 года награждён медалью «За боевые заслуги», был дважды ранен, второй раз, в июне 1944 года тяжело, чудом остался жив. К 40-летию Победы в 1985 году был награждён Орденом Отечественной войны I степени. В октябре 1942 года стал членом ВКП(б).

## Научная деятельность

### История и археология
После демобилизации, в июле 1945 года, П. Н. Шульц пригласил Домбровского художником-реставратором в только что созданную Тавро-скифскую экспедицию. Уже в 1945 году Домбровский сделал первое археологическое открытие: на городище Красном (другое название Кермен-Кыр) обнаружил следы древней гончарной печи и «мастерски исследовал её» и со второго сезона работал уже в качестве научного сотрудника экспедиции. В созданном в 1948 году на основе Тавро-скифской экспедиции секторе истории и археологии Крымского филиала АН СССР Домбровский до 1956 года был заведующим лабораторией археологической технологии. С конца 1956 Олег Иванович, занимавший должность учёного секретаря, фактически руководил крымским отделом античной и средневековой археологии Института археологии АН УССР. Под его руководством проводилось изучение исаров горного Крыма, он был инициатором раскопок Судака, средневекового Солхата и античной Керкинитиды. Особенно большой вклад Домбровского в изучение Херсонеса: им был открыт античный театр, над реставрацией которого ученый работал до последнего дня жизни: им были отреставрировны все мозаики Херсонеса (по собственной методике). Ученый окончательно доследовал херсонесские памятники византийской архитектуры — Загородный крестообразный храм, Уваровская базилика, Храм с ковчегом и многие другие. В процессе изучения византийской живописи Таврики художник скопировал и опубликовал средневековые фрески Крыма, впоследствии в значительной степени утраченные.

### Спелеология
С 1953 года возглавлял детский кружок спелеологии крымской ОблДЭТС. Совместно с Б. Н. Ивановым, В. Н. Дублянским, сотрудник Комплексной карстовой экспедиции (г. Симферополь), где отвечал за археологическое направление. С 1958 года проводил полевые исследования Красных пещер. Обнаружил скифо-сарматские знаки в шахте Студенческая, исследовал комплекс пещер Басман, обитаемый в VII-XIV веках, множество средневековых святилищ в различных пещерах Крыма. Соавтор археологической части комплексной методики исследования пещер (Ташкент, 1983). 
Учёный скончался 15 октября 1994 года. Похоронен в Симферополе.
Профессор В. Н. Дублянский писал о Домбровском: 
Олег Иванович (или «шеф», как его называли), был богом и отцом для нескольких поколений крымских мальчишек. Суровая и радостная жизненная школа, которую они проходили в его «бродячей академии», в херсонесской «вороньей слободке», в «княжеских палатах» Басмана, запомнилась им на всю жизнь. Многие, пройдя все три класса обучения в этой школе («змееныши», «змеи» и «драконы»), становились впоследствии известными альпинистами, скалолазами, спелеологами. Перефразируя Гоголя, можно сказать, что вся крымская полевая археология и спелеология в значительной степени вышли из знаменитого кизилового посоха Олега Ивановича. И, может быть, — это главное, что он сделал в своей жизни

## Награды
Медаль «За боевые заслуги» (1941), орден Отечественной войны I степени (1985).
За педагогическую деятельность был награжден знаком «Отличник народного образования». Был награждён грамотой Президиума Верховного Совета УССР и дипломом I степени Выставки достижений народного хозяйства УССР.
Совместно с А. И. Кравченко, Ю. А. Кравченко, В. В. Кузьминовым, В. И. Лобановым их учителю О. И. Домбровскому в 1997 году (посмертно) была присвоена Государственная премия Автономной Республики Крым за работу по реставрации мозаик.

## Память
На фасаде дома Воронцова в Симферополе, в котором с 1970 по 1994 год работал учёный, установлена памятная доска Домбровскому.
Памяти исследователя посвящены многочисленные статьи и книга  А. В. Проценко «Его называли шеф: к 100-летию со дня рождения О.И. Домбровского».
Карстовая комиссия НАН Украины 9 марта 1995 года постановила: «Учитывая большой вклад О. И. Домбровского в изучение археологии закарстованных территорий Крыма, с целью увековечения его памяти, назвать пещеру Басман-5, числящуюся лишь под кадастровым номером (275-8), Пещерой Домбровского».
15 января 1996 года распоряжением правительства Автономной Республики Крым «с целью сохранения и введения в научный оборот творческого наследия выдающегося крымского учёного-археолога Олега Ивановича Домбровского и учитывая предложения широкой научной общественности» была создана комиссия по научному и творческому наследию О. И. Домбровского.

## Семья
- Отец — Иван Семёнович Домбровский, происходил из феодосийских мещан, бухгалтер, внук беглого из Австро-Венгрии поляка Никиты Домбровского, жившего с семьёй в д. Шибань Феодосийского уезда[12].
- Мать — Нина Георгиевна Домбровская (урожд. Щербина), машинистка, член ВКП(б), погибла 7 ноября 1941 года на теплоходе «Армения» во время эвакуации. Её родители — Георгий Тарасович Щербина, бухгалтер на табачной фабрике Стамболи, и Елизавета Франческовна Бианки[13][2].